# Trimma corallinum
Trimma corallinum es una especie de peces de la familia de los Gobiidae en el orden de los Perciformes.

## Morfología
Los machos pueden llegar a alcanzar los 2,5 cm de longitud total.

## Hábitat
Es un pez de Clima subtropical y asociado a los  arrecifes de coral.

## Distribución geográfica
Se encuentra desde Mozambique hasta Sodwana Bay (Sudáfrica)

## Observaciones
Es inofensivo para los humanos.